# Эн-Нухуд
Эн-Нухуд или Эн-Нахуд (араб. النهود‎) — город на юге Судана, расположенный на территории штата Северный Кордофан.

## Географическое положение
Город находится в юго-западной части штата, на высоте 573 метров над уровнем моря.
Эн-Нухуд расположен на расстоянии приблизительно 200 километров к западу-юго-западу (WSW) от Эль-Обейда, административного центра провинции и на расстоянии 540 километров к юго-западу от Хартума, столицы страны.

## Климат
| Показатель                     | Янв. | Фев. | Март | Апр. | Май  | Июнь | Июль | Авг.  | Сен. | Окт. | Нояб. | Дек. | Год   |
| ------------------------------ | ---- | ---- | ---- | ---- | ---- | ---- | ---- | ----- | ---- | ---- | ----- | ---- | ----- |
| Средний суточный максимум, °C  | 31,1 | 33,6 | 36,6 | 39,4 | 39,6 | 37,4 | 33,7 | 32,9  | 34,8 | 36,9 | 34,5  | 31,5 | 35,3  |
| Средняя температура, °C        | 22,1 | 24,3 | 27,7 | 30,4 | 31,7 | 30,7 | 28,4 | 27,7  | 28,6 | 29,2 | 25,9  | 22,7 | 27,5  |
| Средний суточный минимум, °C   | 13,2 | 14,9 | 18,8 | 21,4 | 23,7 | 23,9 | 23,1 | 22,6  | 22,4 | 21,5 | 17,4  | 13,9 | 19,7  |
| Норма осадков, мм              | 0    | 0    | 0,5  | 1,7  | 10,1 | 45,7 | 105  | 115,3 | 44,3 | 13,3 | 0     | 0    | 335,9 |
| Источник: World Climate Charts |      |      |      |      |      |      |      |       |      |      |       |      |       |

## Демография
По данным последней официальной переписи 1993 года, население составляло 54 600 человек.
Динамика численности населения города по годам:
| 1973   | 1983   | 1993   | 2012    |
| ------ | ------ | ------ | ------- |
| 26 005 | 29 787 | 54 600 | 110 741 |

## Транспорт
Через город проходит трансафриканское шоссе Нджамена-Джибути. В окрестностях Эн-Нухуда расположен аэропорт (IATA: NUD; ICAO: HSNH).

## Экономика
Эн-Нахуд — крупный центр по производству гуммиарабики (пищевая добавка E414).